# Interpretazione giuridica
L'interpretazione giuridica, nel diritto, è l'attività volta a chiarire e stabilire il significato delle disposizioni, ossia degli enunciati nei quali si articola il testo di un atto normativo, in vista della loro applicazione nei casi concreti.

## Nella teoria generale del diritto
Ius dicere, dire il diritto, significa interpretarlo: «non è un’operazione meccanica che si risolva in una funzione meramente applicativa del diritto positivo. Tradurre la regola generale ed astratta enunciata dal legislatore in regola del caso concreto, tenendo necessariamente conto delle infinite varianti di ciascuna singola vicenda, significa anche concorrere a conformare il diritto ed a farlo vivere nella realtà». 
Nel costituzionalismo moderno  l’interpretazione della Costituzione non è “la scoperta di un significato depositato nella norma fin da principio, ma è in parte costruzione del suo significato”.
Il riconoscimento dello spazio interpretativo non significa però necessariamente
che la decisione giudiziaria sia “politica ammantata giuridicamente”: in questo
spazio “si procede pur sempre in modo giuridico”, essendo la procedura primariamente
“finalizzata alla cognizione, non alla decisione”.

## Nel diritto italiano
Nel diritto positivo italiano, è regolata dall'articolo 12 delle preleggi, il cui primo comma recita: "Nell'applicare la legge non si può ad essa attribuire altro senso che quello fatto palese dal significato proprio delle parole secondo la connessione di esse, e dalla intenzione del legislatore". L’art. 12 delle preleggi costituisce la norma cardine del cosiddetto “diritto dell’interpretazione generale”, cioè a dire della classe di disposizioni che disciplinano l’attività interpretativa.
A tal proposito, si parla di interpretazione letterale quando, alla lettura della norma, si attribuisce a ogni parola della stessa il significato preciso che scaturisce dalla presenza di quella parola in tale contesto, giungendo quindi alla comprensione letterale della norma giuridica. Un significato più ampio si può avere quando l'interprete della disposizione normativa provvede alla interpretazione logica, ovvero all'analisi della disposizione in base alla ratio (la ragione pratica) da cui tale norma è scaturita: si guarda, quindi, al risultato pratico della norma, che in contesti differenti ha ragioni differenti: la regola "è vietato sporgersi" ha un risultato pratico diverso a seconda che la si ritrovi in cima a un terrazzo panoramico di un palazzo o vicino a un finestrino di un treno; nel primo caso, si vuole impedire che qualcuno, sporgendosi, precipiti dal terrazzo, mentre nel secondo caso si vuole evitare che una delle parti del corpo giunga in collisione con un palo o un treno proveniente dalla parte opposta, con ovvie conseguenze.
Non si può comprendere se si considera la legge come insieme di norme che regolano il vivere sociale, perché in realtà l'interpretazione logica non ha alcuna funzione effettiva e non permette una interpretazione rigorosa di cosa la norma disponga, infatti la scritta "vietato sporgersi" indica, senza alcun dubbio, che è vietato sporgersi, quale sia la ragione per cui ci si sporge è totalmente privo di significato perché la norma dispone perentoriamente il divieto di sporgersi; è irrilevante quale danno derivi dallo sporgersi perché sporgersi in base al cartello esposto è perentoriamente vietato. Ecco spiegata la ragione dottrinale della maggior parte delle ipotesi interpretative che la dottrina ha proposto nel corso del tempo, garantire impunità secondo la volontà arbitraria di chi ha il potere giurisdizionale (sia esso un giudice o un procuratore o un pubblico ministero) ovvero si attua di fatto un sovvertimento dell'organizzazione strutturale dello Stato facendo precipitare di fatto un sistema di diritto come quello vigente assolutamente avanzato e fondato su 2 000 anni di esperienza giuridica del Diritto Romano a una forma di diritto in vigore nel Medioevo.

### Tipologia
L'interpretazione si distingue, sulla base di chi la compie, anche in:
- autentica, quando è compiuta dal potere legislativo;
- giudiziale, quando è compiuta dal giudice in un caso concreto (fattispecie);
- dottrinale, quando è compiuta dai giuristi,
- ufficiale, quando è compiuta da pubblici ufficiali, nello svolgimento delle proprie funzioni (es., circolari ministeriali), la quale poi, in base ai risultati a cui si perviene, può essere estensiva o restrittiva (se, cioè, estende il campo di applicazione della norma rispetto al suo tenore letterale, o viceversa lo restringe).

### Interpretazione autentica
La Corte costituzionale della Repubblica Italiana ha stabilito che le leggi di interpretazione autentica non rimuovono la necessità di un'interpretazione giudiziale, anzi la rendono necessaria per leggere le norme nel suo complesso: al giudice spetta
(Corte costituzionale della Repubblica Italiana, sentenza n. 314 del 17 dicembre 2013)

### Interpretazione letterale, sistematica e teleologica
L'art. 12 delle cosiddette preleggi da un lato, con l'espressione "significato proprio delle parole secondo la connessione di esse", àncora l'attività dell'interprete alla lettera della legge (cosiddetta interpretazione letterale), dall'altro, attraverso.
Lo stesso articolo prevede che, qualora la norma non sia dirimente, si debba adottare un'interpretazione analogica derivata da altre norme che disciplinano casi simili. L'interpretazione del giurista sulla scorta dei principi generali dell'ordinamento è contemplata come scelta residuale.
I soggetti che svolgono l'attività interpretativa sono il Parlamento (mediante un'interpretazione autentica), i giudici naturali precostituiti per legge (precedente giuridico, Sezioni unite della Corte di Cassazione) e la pubblica amministrazione (circolari e regolamenti).
La locuzione "intenzione del legislatore" riconosce e legittima la cosiddetta interpretazione sistematica o logica, cioè quell'attività ermeneutica che, muovendo dall'intero sistema normativo vigente (e non solo dalla singola norma), giunga a ricostruire la ratio legis (ovvero la finalità sociale o economica della norma giuridica stessa). Questo apre la strada alla cosiddetta interpretazione teleologica o finalistica, che dà un valore preponderante allo scopo della norma, consentendo anche di attualizzare il significato della norma stessa (ad esempio alla luce del progresso tecnologico e scientifico).
L'intenzione espressa dal legislatore è un esempio assoluto di conoscenza della lingua italiana. Poiché il lemma lingua significa: Sistema di suoni articolati distintivi e significanti (fonemi), di elementi lessicali, cioè parole e locuzioni (lessemi e sintagmi), e di forme grammaticali (morfemi), accettato e usato da una comunità etnica, politica o culturale come mezzo di comunicazione per l’espressione e lo scambio di pensieri e sentimenti, con caratteri tali da costituire un organismo storicamente determinato, con proprie leggi fonetiche, morfologiche e sintattiche, se ne deduce che la volontà e l'intenzione del legislatore sono espresse per mezzo del rigoroso utilizzo proprio della lingua italiana. Pertanto, tenendo davanti a sé una norma di diritto e al contempo un ottimo vocabolario e una seria grammatica ogni persona dovrebbe essere perfettamente in grado di comprendere quale fosse la volontà e l'intenzione del legislatore: sentenze o dottrina non dovrebbero mai sostituirsi a questo dato cognitivo ed esperienziale, ma limitarsi a darvi riconoscimento, pur rappresentando un autorevole avallo a ciò che acquista senso compiuto per mezzo della lingua italiana.
I canoni ermeneutici utilizzati nell'interpretazione sono i seguenti:
- autentica (quando per esempio una legge interpreta un'altra legge), ha un'applicazione sporadica ed è usata per semplificare eventuali diatribe inerenti all'interpretazione stessa;
- storica, quando si vuole rispecchiare la volontà storica del legislatore al momento dell'emanazione della legge stessa;
- teleologica, che è l'interpretazione oggettiva.

Un ulteriore canone è quello di interpretare a cospetto della tutela del reo o del bene a cui la norma si riferisce.

### Interpretazione delle leggi penali
L'interpretazione assume un ruolo delicato nel diritto penale, in vista delle possibili ricadute sul principio di legalità.
Diversi sono i criteri elaborati dalla dottrina per soccorrere all'incertezza che deriva dalla formulazione dell'art. 12 delle preleggi. Tale articolo, infatti, non stabilisce se debba prevalere il significato stesso delle parole adottate dal legislatore o la sua "intenzione", laddove i risultati siano contrastanti.
Inoltre, il metodo teleologico o finalistico, nonostante gli indubbi traguardi e vantaggi a cui ha portato la sua applicazione, solleva più di un dubbio se si considera che la cosiddetta ratio legis (o lo scopo della norma di volta in volta interpretata) non è un dato di fatto indiscusso e che risulta da qualche testo legislativo. La conseguenza è che i risultati progressivi, o attualizzatrici, a cui tale interpretazione può pervenire rischiano, più di altri criteri interpretativi, di far filtrare le preferenze ideologiche dell'interprete della norma, aprendo la strada all'inclusione di nuovi e diversi fatti tipici che il legislatore, di per sé, non aveva previsto.

## Nel diritto dell'Unione europea
Il principio di preferenza del diritto comunitario ha determinato una tendenza alla sua estensione da parte dell'amministrazione nazionale.
La fase interpretativa è talora semplificata da una preventiva attività di notice and comment, una modalità diffusa nei Paesi anglosassoni e prevista anche dall'Unione europea, che consiste nella pubblicazione di un testo di consultazione per commenti ed eventuali proposte di modifica. La Comunità lo adotta per assicurare la conformazione comunitaria del diritto amministrativo nazionale.
In altri ambiti, la Comunità ha istituito organizzazioni comuni UE-Stati, ad esempio il Gruppo europeo di regolamentazione delle comunicazioni elettroniche, poi rinominato Organismo dei regolatori europei delle comunicazioni elettroniche (BEREC), che è formato da un rappresentante delle Commissione europea e dai direttori delle Autorità Nazionali di Regolazione competenti in ogni Stato membro. Esso è un organismo consultivo della Commissione europea che si occupa della redazione congiunta delle fonti normative europee e degli atti amministrativi nazionali, nonché dell'uniforme interpretazione e applicazione delle cosiddette "direttive di seconda generazione", attente al contrasto dei fenomeni discriminatori.